# Brucamps
Brucamps – miejscowość i gmina we Francji, w regionie Hauts-de-France, w departamencie Somma.
Według danych na rok 2011 gminę zamieszkiwały 142 osoby, a gęstość zaludnienia wynosiła 22 osoby/km² (wśród 2293 gmin Pikardii Brucamps plasuje się na 876. miejscu pod względem liczby ludności, natomiast pod względem powierzchni na miejscu 747.).